# 2000年シドニーオリンピックのロシア選手団
2000年シドニーオリンピックのロシア選手団（2000ねんシドニーオリンピックのロシアせんしゅだん）は、2000年9月15日から10月1日にかけてオーストラリアのニューサウスウェールズ州シドニーで開催された2000年シドニーオリンピックのロシア選手団、およびその競技結果。

## 概要
今大会は金メダル32個、銀メダル28個、銅メダル29個の合計89個のメダルを獲得した。

## メダル
| メダル | 選手名 | 競技       | 種目                      |
| ------ | --- | ---------- | ------------------------- |
| 金     | セルゲイ・クリュギン | 陸上       | 男子走高跳                |
| 金     | イリーナ・プリワロワ | 陸上       | 女子400mハードル          |
| 金     | エレーナ・エレシナ | 陸上       | 女子走高跳                |
| 金     | オレグ・サイトフ | ボクシング | 男子ウェルター級          |
| 金     | アレクサンドル・レブジアク | ボクシング | 男子ライトヘビー級        |
| 金     | ムラト・ウマハノフ | レスリング | 男子フリースタイル63kg級  |
| 金     | アダム・サイティエフ | レスリング | 男子フリースタイル85kg級  |
| 金     | サギド・ムルタザリエフ | レスリング | 男子フリースタイル97kg級  |
| 金     | ダビッド・ムスルベス | レスリング | 男子フリースタイル130kg級 |
| 金     | ワルテレス・サムルガチェフ | レスリング | 男子グレコローマン63kg級  |
| 金     | ムラト・カルダノフ | レスリング | 男子グレコローマン76kg級  |
| 金     | アレクセイ・ネモフ | 体操       | 男子個人総合              |
| 金     | アレクセイ・ネモフ | 体操       | 男子鉄棒                  |
| 金     | エレーナ・ザモロドチコワ | 体操       | 女子ゆか                  |
| 金     | スベトラーナ・ホルキナ | 体操       | 女子段違い平行棒          |
| 金     | エレーナ・ザモロドチコワ | 体操       | 女子跳馬                  |
| 金     | ヴィアチェスラフ・エキモフ | 自転車     | 男子個人タイムトライア    |
| 銀     | タチアナ・レベデワ | 陸上       | 女子三段跳                |
| 銀     | ラリッサ・ペレシェンコ | 陸上       | 女子砲丸投                |
| 銀     | オリガ・クゼンコワ | 陸上       | 女子ハンマー投            |
| 銀     | エレーナ・プロホロワ | 陸上       | 女子七種競技              |
| 銀     | アレクサンドル・ポポフ | 競泳       | 男子100m自由形            |
| 銀     | ライムクル・マラフベコフ | ボクシング | 男子バンタム級            |
| 銀     | ガイダルベク・ガイダルベコフ | ボクシング | 男子ミドル級              |
| 銀     | スルタン・イブラギモフ | ボクシング | 男子ヘビー級              |
| 銀     | アルセン・ギチノフ | レスリング | 男子フリースタイル69kg級  |
| 銀     | アレクサンドル・カレリン | レスリング | 男子グレコローマン130kg級 |
| 銀     | アレクセイ・ネモフ | 体操       | 男子ゆか                  |
| 銀     | アレクセイ・ボンダレンコ | 体操       | 男子跳馬                  |
| 銀     | エレーナ・プロドノワ アンナ・チェペレワ エレーナ・ザモロドチコワ スベトラーナ・ホルキナ アナスタシア・コレスニコワ エカテリーナ・ロバズニュク | 体操       | 女子団体総合              |
| 銀     | スベトラーナ・ホルキナ | 体操       | 女子ゆか                  |
| 銀     | エカテリーナ・ロバズニュク | 体操       | 女子平均台                |
| 銀     | リュボフ・ブルレトワ | 柔道       | 女子48kg以下級            |
| 銀     | オクサナ・グリチナ | 自転車     | 女子スプリント            |
| 銅     | ウラジミール・アンドレイエフ | 陸上       | 男子20km競歩              |
| 銅     | マクシム・タラソフ | 陸上       | 男子棒高跳                |
| 銅     | デニス・カプスティン | 陸上       | 男子三段跳                |
| 銅     | セルゲイ・マカロフ | 陸上       | 男子やり投                |
| 銅     | ユリア・ソトニコワ スベトラーナ・ゴンチャレンコ オルガ・コトリャロワ イリーナ・プリワロワ                                                     | 陸上       | 女子4×400mリレー          |
| 銅     | タチアナ・コトワ | 陸上       | 女子走幅跳                |
| 銅     | ロマン・スロードノフ | 競泳       | 男子100m平泳ぎ            |
| 銅     | カミル・ジャマルトジノフ | ボクシング | 男子フェザー級            |
| 銅     | アレクサンドル・マレチン | ボクシング | 男子ライト級              |
| 銅     | アレクセイ・グルチコフ | レスリング | 男子グレコローマン69kg級  |
| 銅     | マクシム・アレシン アレクセイ・ボンダレンコ ドミトリー・ドレビン ニコライ・クルコフ アレクセイ・ネモフ エフゲニー・ポドゴルニー               | 体操       | 男子団体総合              |
| 銅     | アレクセイ・ネモフ | 体操       | 男子平行棒                |
| 銅     | アレクセイ・ネモフ | 体操       | 男子あん馬                |
| 銅     | エレナ・プロドノワ | 体操       | 女子平均台                |
| 銅     | エカテリーナ・ロバズニュク | 体操       | 女子跳馬                  |
| 銅     | ユーリ・ステプキン | 柔道       | 男子100kg以下級           |
| 銅     | タメルラン・トメノフ | 柔道       | 男子100kg超級             |
| 銅     | アレクセイ・マルコフ | 自転車     | 男子ポイントレース        |
| 銅     | オルガ・スリュサレワ | 自転車     | 女子ポイントレース        |